# Steffi Paschke
Steffi Paschke (* 13. Dezember 1964 in New Orleans, Louisiana, USA) ist eine deutsch-US-amerikanische Schauspielerin und Kabarettistin, die hauptsächlich in Österreich tätig ist.

## Leben
Steffi Paschke erhielt eine Schauspiel- und Musicalausbildung am Tanzforum Wien (heute Performing Center Austria). Von 1988 bis 1998 sang sie in der Hallucination Company von Wickerl Adam, von 1995 bis 2004 gehörte sie zum Ensemble des Kabaretts Simpl in Wien.
1997 wurde sie mit Publikumspreis beim Freistädter Frischling ausgezeichnet. Von 2005 bis 2008 trat sie gemeinsam mit Eva Maria Marold, Gerold Rudle und Reinhard Nowak in 4 nach 40, einer Posse mit Gesang nach einer Idee von Leo Bauer und Fritz Schindlecker und mit der Musik von Erich Buchebner, auf. Das Programm wurde 2009 in der Reihe Best of Kabarett bei der Edition Hoanzl als DVD mit Reinhard Nowak, Christian Clerici und Theresia Haiger veröffentlicht.
2009 gründet sie gemeinsam mit Verena Scheitz und Patricia Simpson (Sängerin der Gruppe Die Echten) die Formation SimpsonPaschkeScheitz, mit der sie ab 2010 in Frauen ohne Gedächtnis sowie 2012 im Rahmen der Hyundai Kabarett-Tage in Frauen aus dem Hinterhalt im ORF zu sehen war. Seit 2018 unterrichtet sie Schauspiel an der Musikschule Wieselburg.

## Programme (Auswahl)
- 1997: 50 Jahre Bundeshymne zusammen mit I Stangl und Severin Groebner
- 1997: Sing Sing mit Herbert Steinböck, Gerold Rudle und Erwin Bader
- 1996: Steffis Hüttenzauber (Soloprogramm)
- 2004: Intim, gemeinsam mit Herbert Haider
- 2005 bis 2008: 4 nach 40, gemeinsam mit Eva Maria Marold, Gerold Rudle und Reinhard Nowak
- 2010: Frauen ohne Gedächtnis, gemeinsam mit Patricia Simpson und Verena Scheitz[7]
- 2012: Frauen aus dem Hinterhalt, gemeinsam mit Patricia Simpson und Verena Scheitz
- 2013: Na Hund?!, gemeinsam mit Susanne Pöchacker[8]
- 2014: Sex sells, gemeinsam mit Susanna Hirschler[9]
- 2016: Jenseits von Eden, gemeinsam mit Susanna Hirschler[10]

## Filmografie (Auswahl)
- 1995: Freispiel
- 1997: Kaisermühlen Blues (eine Episode)
- 1999: Wanted
- 2006–2007 Novotny & Maroudi – Zahngötter in Weiß (Fernsehserie)
- 2007: Die liebe Familie – Next Generation
- 2010: FC Rückpass

## Publikationen
- 2015: Sex sells: Wie Frauen mit Esprit, Sinnlichkeit und Selbstbewusstsein die Welt erobern, gemeinsam mit Susanna Hirschler, Goldegg-Verlag, Wien 2015, ISBN 978-3-902991-71-3